# Лісне (Аулієкольський район)
Лісне́ (каз. Лесной) — село у складі Аулієкольського району Костанайської області Казахстану. Входить до складу Аманкарагайського сільського округу.
Населення — 309 осіб (2021; 338 у 2009, 430 у 1999, 390 у 1989).